# 1238 Predappia
Az 1238 Predappia (ideiglenes jelöléssel 1932 CA) a Naprendszer kisbolygóövében található aszteroida. Luigi Volta fedezte fel 1932. február 4-én.